# ALSIB

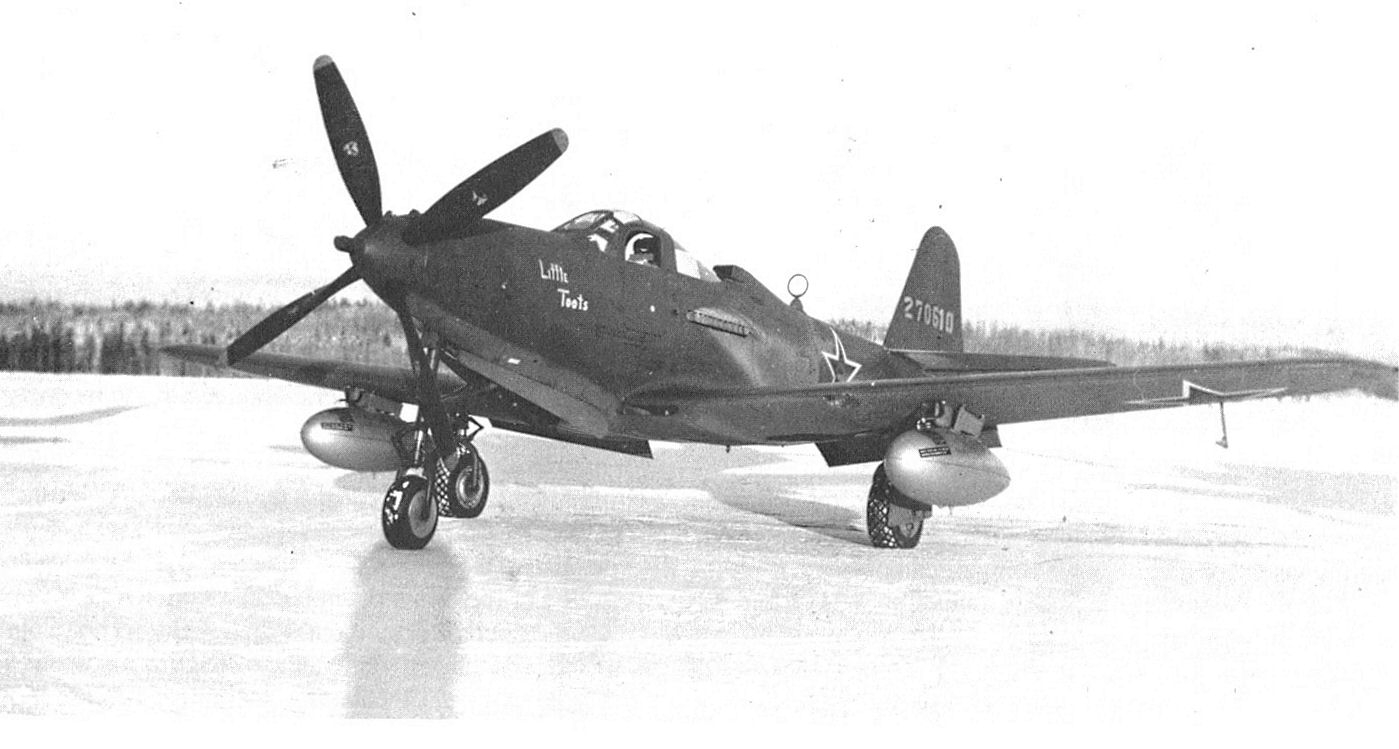
Amerykański Bell P-63 Kingcobra w malowaniu radzieckich Wojskowych Sił Powietrznych czeka na transport na Alasce

ALSIB (Alaska-Siberia; ang. Northwest Staging Route) – most powietrzny pomiędzy Alaską i Syberią utworzony w 1941 przez państwa alianckie i ZSRR w celu dostarczania Związkowi Radzieckiemu samolotów do walki z III Rzeszą.
ALSIB był częścią amerykańskiego programu pomocy aliantom, realizowanego na mocy Lend-Lease Act. Most powietrzny zaczął powstawać tuż po podpisaniu stosownej umowy w 1941 o dostarczaniu dla ZSRR 400 samolotów bojowych miesięcznie. Wzdłuż trasy planowanego przerzutu maszyn z Alaski do Krasnojarska wybudowano 10 lotnisk wraz z magazynami i infrastrukturą. Trasę długości 6500 km uruchomiono 29 września 1942. Samoloty z Fairbanks odbierali piloci sowieccy lub alianccy i następnie etapami, zmieniając załogi, lecieli nimi do Krasnojarska, gdzie maszyny przejmowano na szkolenie miejscowych pilotów, a później kierowano na front. Oprócz samolotów bojowych dostarczano tą trasą także maszyny transportowe. Do 1945 roku przerzucono z Alaski na Syberię 8058 samolotów, co odpowiadało 12% sumarycznej produkcji samolotów w ZSRR w czasie całej wojny (niemal drugie tyle dostarczono do ZSRR trasami przez północny i południowy Atlantyk). Przelot nad trudnymi klimatycznie, polarnymi obszarami Alaski i Syberii oraz długość trasy skutkowały dość licznymi stratami, rozbiły się w sumie 174 samoloty. 
W celu dostarczania samolotów do Fairbanks utworzono też most lotniczy z etapowymi lotniskami od Edmonton do Fairbanks. 

## Literatura przedmiotu (niewykorzystana w artykule)
- Otis Hays, Jr. The Alaska-Siberian Connection: The World War II Air Route. The Western Historical Quarterly, Vol. 28, No. 2 (Summer, 1997).